# Främlingarna (novellsamling)
Främlingarna är en novellsamling av Hjalmar Söderberg utgiven 1903. Den var Söderbergs andra utgivna berättelsesamling och var liksom Historietter sammansatt av tidigare publicerade texter.
Titelnovellen Främlingarna är en slags självbiografisk skildring av Hjalmar Söderbergs familjeliv där författaren själv skildras med namnet Henrik Rissler. Novellen Det blå ankaret är en intensiv liten miniatyrroman om svikna kärleksdrömmar.

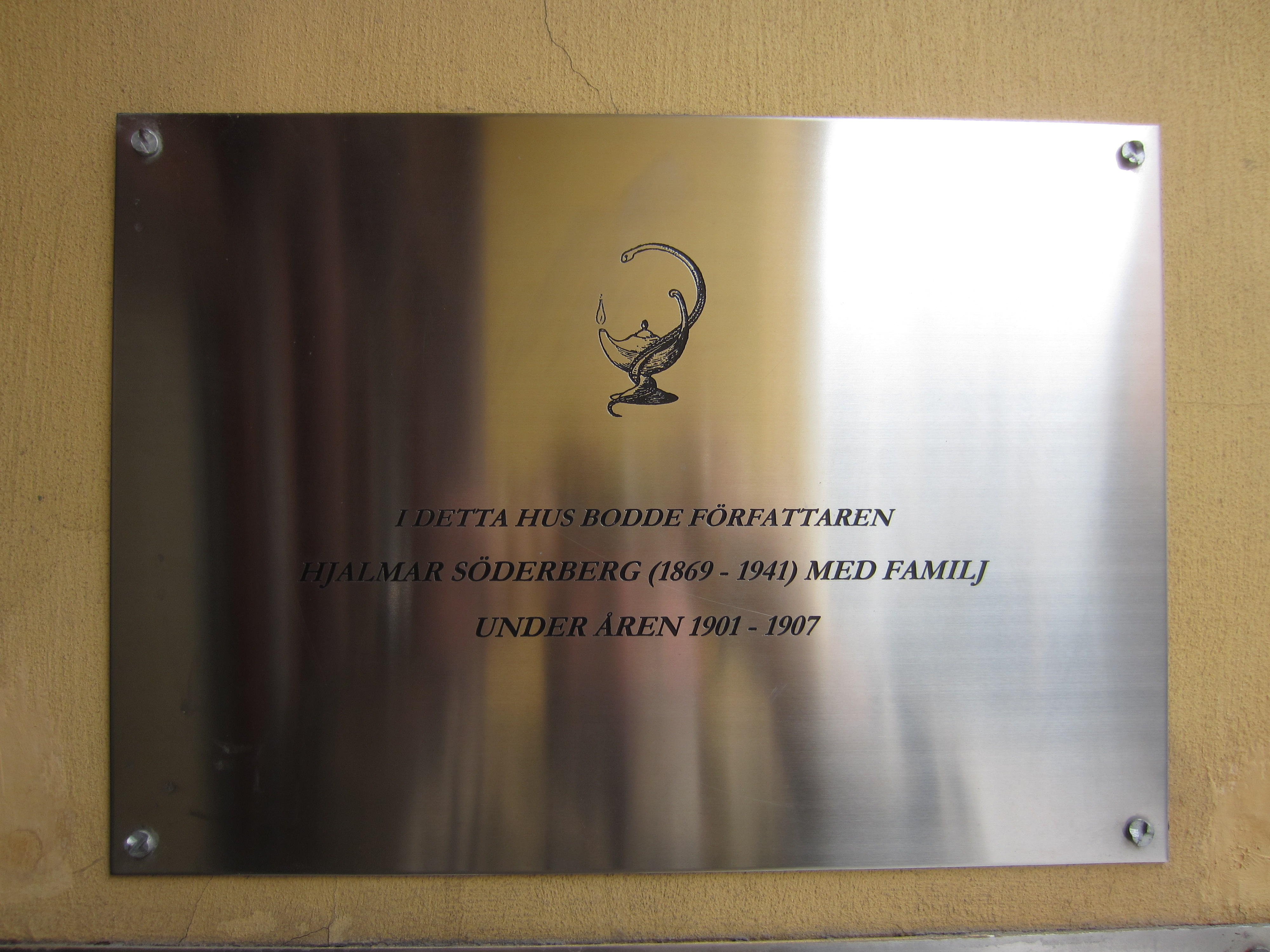
Plakett i porten vid Observatoriegatan 6. Familjen Söderberg bodde i huset under åren 1901–1907. Under denna period skrev Hjalmar Söderberg några av de nya novellerna i samlingen "Främlingarna" liksom dess titelnovell.

Samlingens längsta novell Med strömmen publicerades första gången i den litterära kalendern Vintergatan (1898). Novellens huvudperson Gabriel Mortimer förekommer även som bifigur i Söderbergs roman Förvillelser från 1895.

## Innehåll
Samlingen innehåller följande 12 noveller:
- Främlingarna (maj 1903)
- Det blå ankaret (jan 1902)
- Spelarne (1901-1902)
- Kyrkoherdens kor (1901)
- Generalkonsulns middagar
  - I. Satan, majoren och hofpredikanten (dec 1901)
  - II. Efter middagen (feb 1903)
  - III. Vid gröna lampan (mars 1903).[6]
  - IV. Det sjätte sinnet (juni 1900)
- Med strömmen (1898).[7]
- Tre ungdomsnoveller
  - Ur glömskan (1892-1893), till Bo Bergman
  - Fröken Hall (sep 1893), till Herman Bang
  - Margot (1893-1894), till Oscar Levertin

## Uppläsning i radio av en Söderbergsnovell
Söderbergsällskapet gav 2013 ut en CD-skiva kallad Hjalmar Söderberg i radio. Den innehåller sex inspelningar med en speltid på nära 59 minuter. Novellen Kyrkoherdens kor från  (1901) läses upp av Georg Funkquist i en inspelning på 15 min. 20 sek. från den 14 september 1964. Två andra uppläsningar är på 11 minuter av Söderberg själv. Den ena när han läser - och sjunger ett sopranparti - ur En Stockholmskrönika från sekelskiftet, inspelad den 28 augusti 1934.